# Lambis
Pour l’article ayant un titre homophone, voir Lambi.
Genre
Lambis est un genre de mollusques gastéropodes de la famille des Strombidae.

## Description et caractéristique
Ce genre est le genre-type des strombes. Leur coquille massive et conique ( conque ) est prolongée par de longues excroissances courbes, au nombre variable suivant les espèces. Les gros yeux pédonculés et indépendants sont facilement visibles, et scrutent l'environnement depuis le canal siphonal et l'encoche oculaire. À la différence des autres gastéropodes, qui glissent lentement sur le sol à l'aide de leur pied, les Strombidae progressent par petits sauts au moyen d’un opercule corné en forme de faux, denticulée ou non, et qui peut également avoir une fonction défensive. Ils sont herbivores et détritivores occasionnels.
Les espèces de ce genre sont inféodées aux récifs de corail de l'Indo-Pacifique, principalement dans l'océan Indien. Ce sont des espèces plutôt nocturnes, qui passent la journée à moitié enfouis dans le sédiment, camouflés par les algues et organismes encroûtants qui se développent sur la face dorsale de leur coquille. La plus grosse espèce est Lambis truncata, capable de dépasser 40 cm de long. 
Ce mollusque produit rarement une perle très résistante variant du blanc au rose foncé, très brillante et polie. 

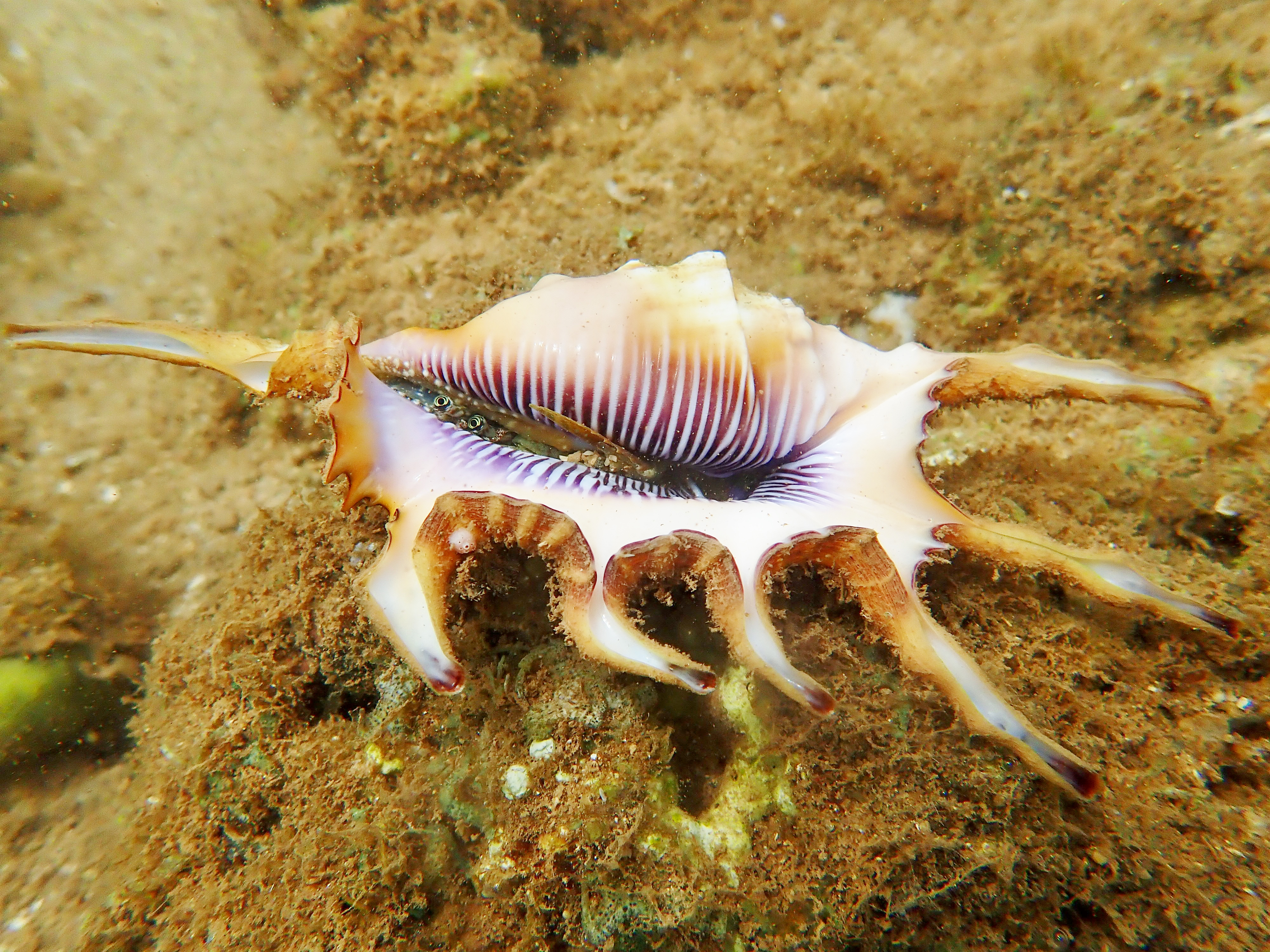
Un strombe scorpion (Lambis scorpius) vivant, à Mayotte. On distingue les yeux et l'opercule corné en forme de faux.

## Liste des espèces
Selon World Register of Marine Species (16 août 2014) :
- Lambis arachnoides Shikama, 1971 -- Pacifique ouest
- Lambis crocata (Link, 1807) -- océan Indien
- Lambis hunganhi Thach, 2023 -- Mer de Chine occidentale
- Lambis indomaris Abbott, 1961 -- océan Indien
- Lambis lambis (Linnaeus, 1758) -- océan Indien
- Lambis lilikae Villar, 2016 -- Philippines
- Lambis millepeda (Linnaeus, 1758) -- Madagascar
- Lambis pilsbryi Abbott, 1961 -- Pacifique (Polynésie)
- Lambis robusta (Swainson, 1821) -- Polynésie
- Lambis scorpius (Linnaeus, 1758) -- océan Indien
- Lambis truncata ((Lightfoot), 1786) -- océan Indien
- Lambis vietnamensis Thach, 2023  -- Viêt Nam

Et hybrides: 
- Lambis cristinae Bozzetti, 1999 [hybride L. indomaris x L. lambis]
- Lambis lilikae Villar, 2016 [hybride L. sowerbyi x L. lambis]

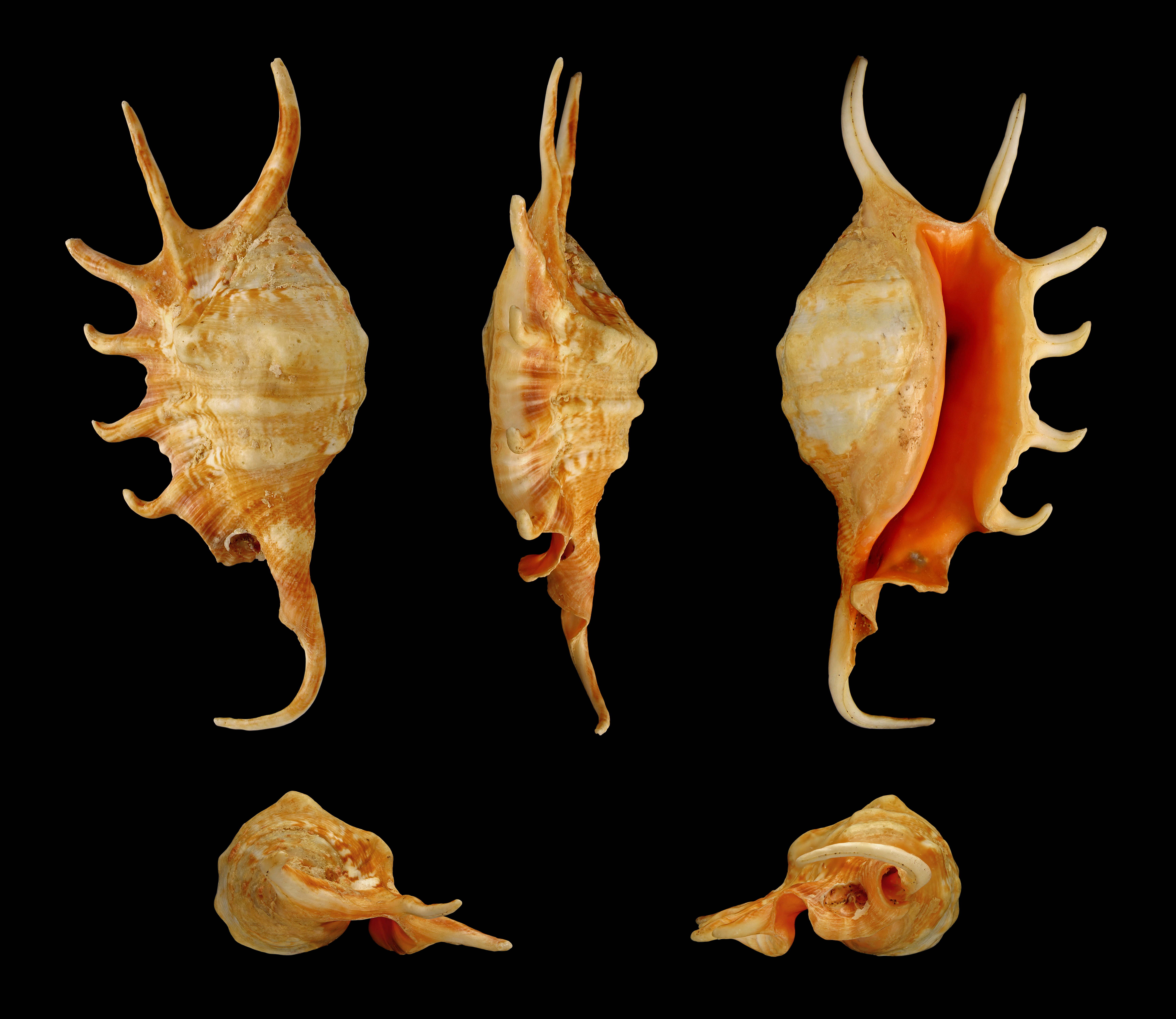
Lambis crocata
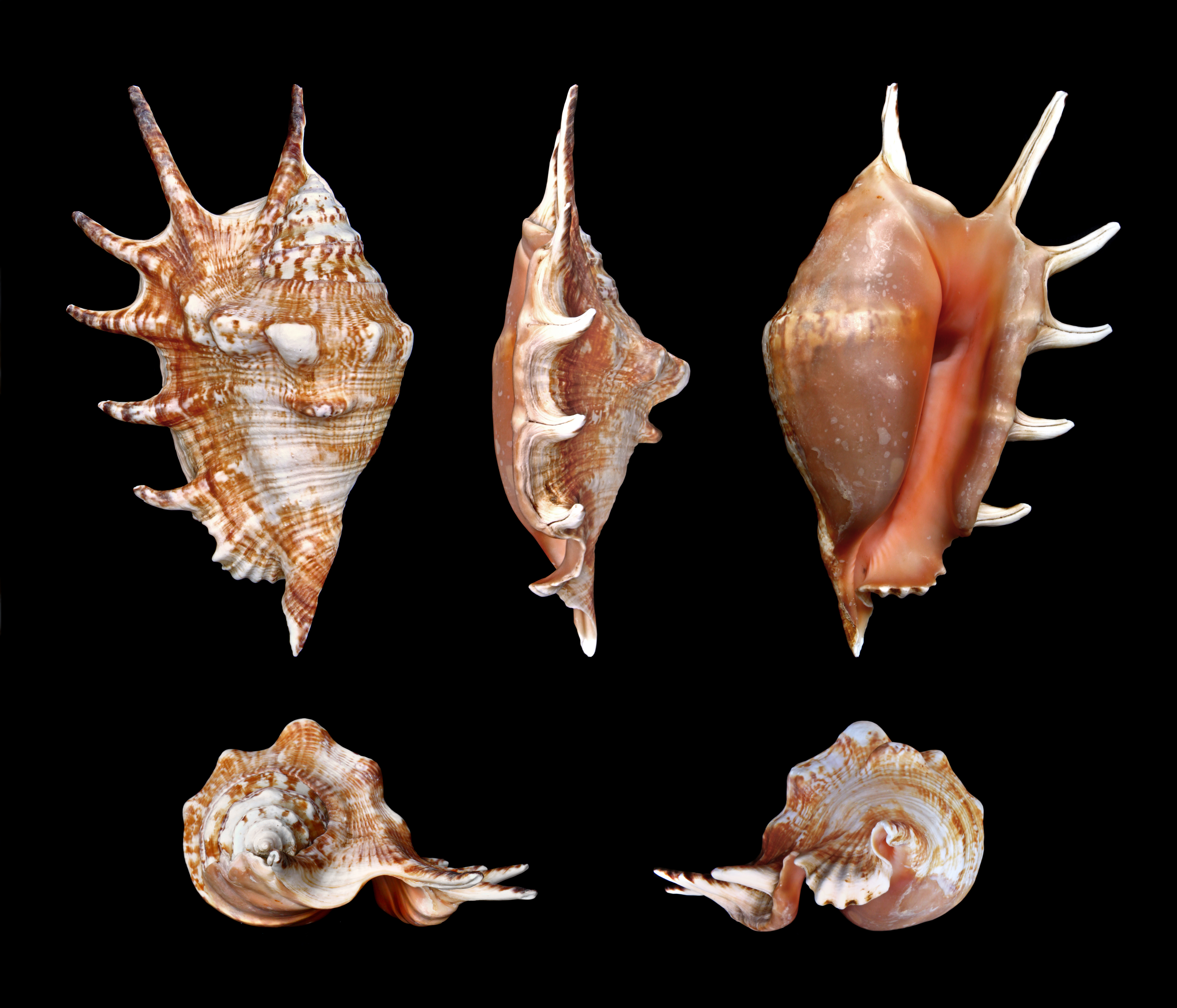
Lambis lambis
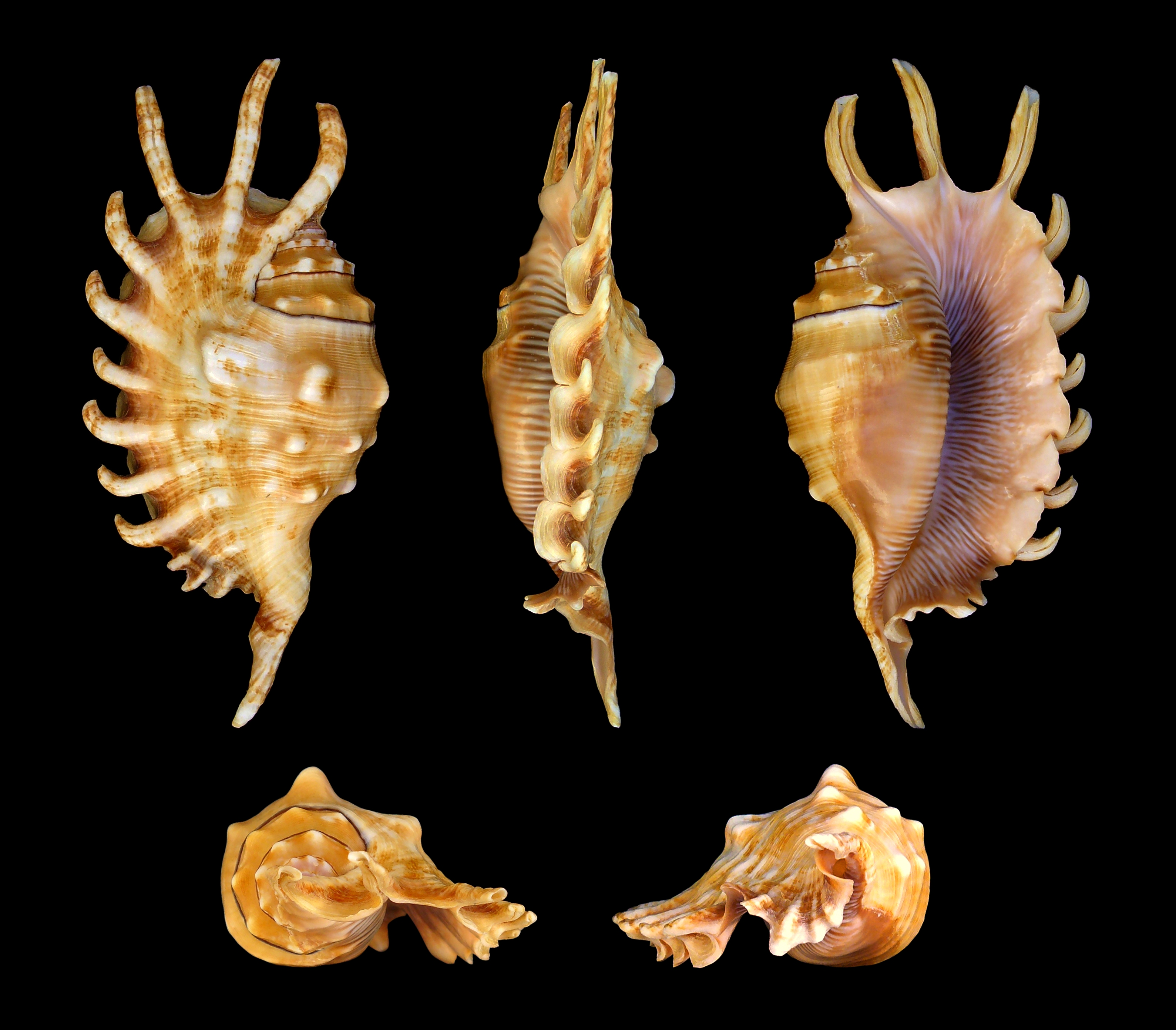
Lambis millepeda
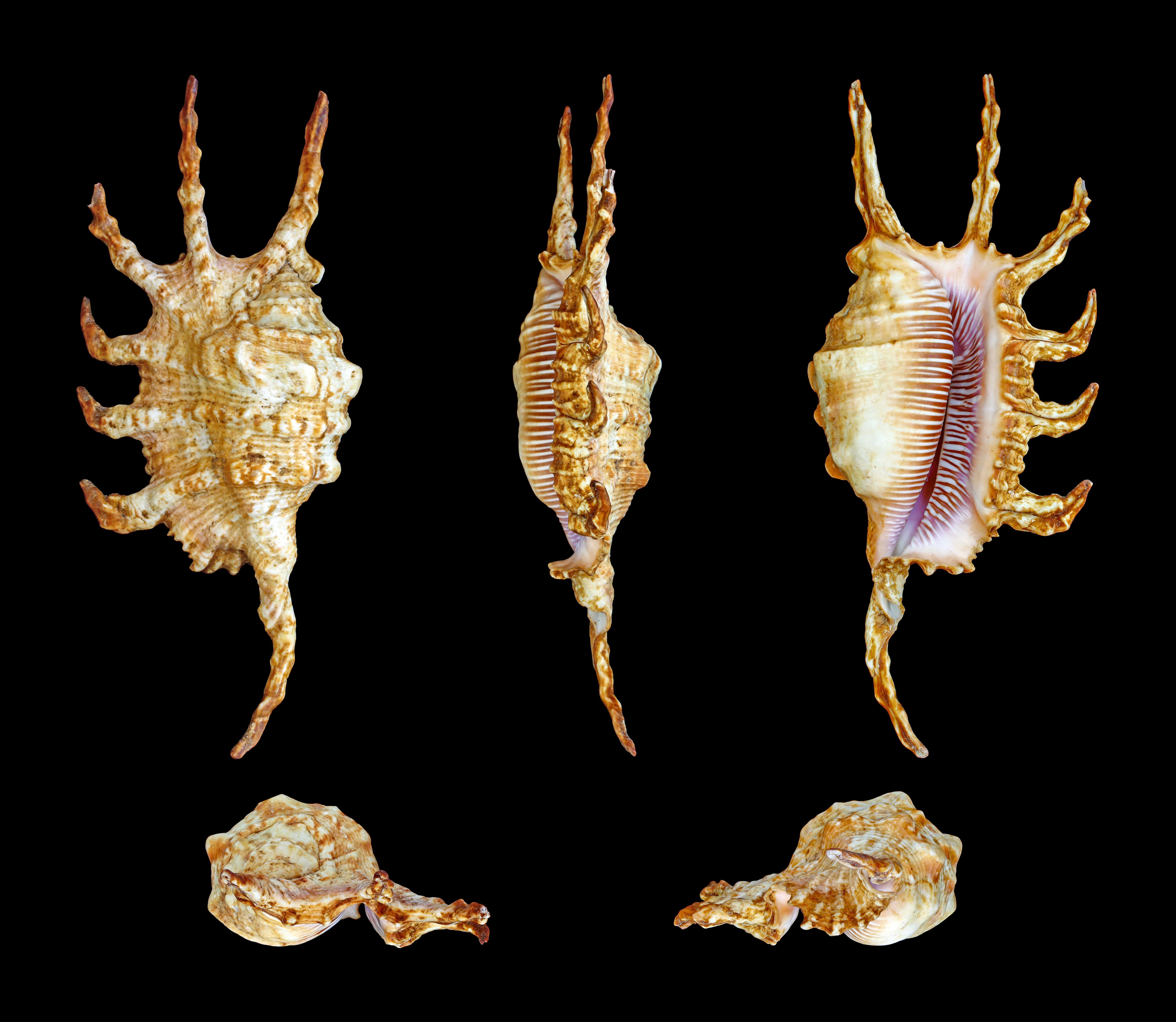
Lambis scorpius
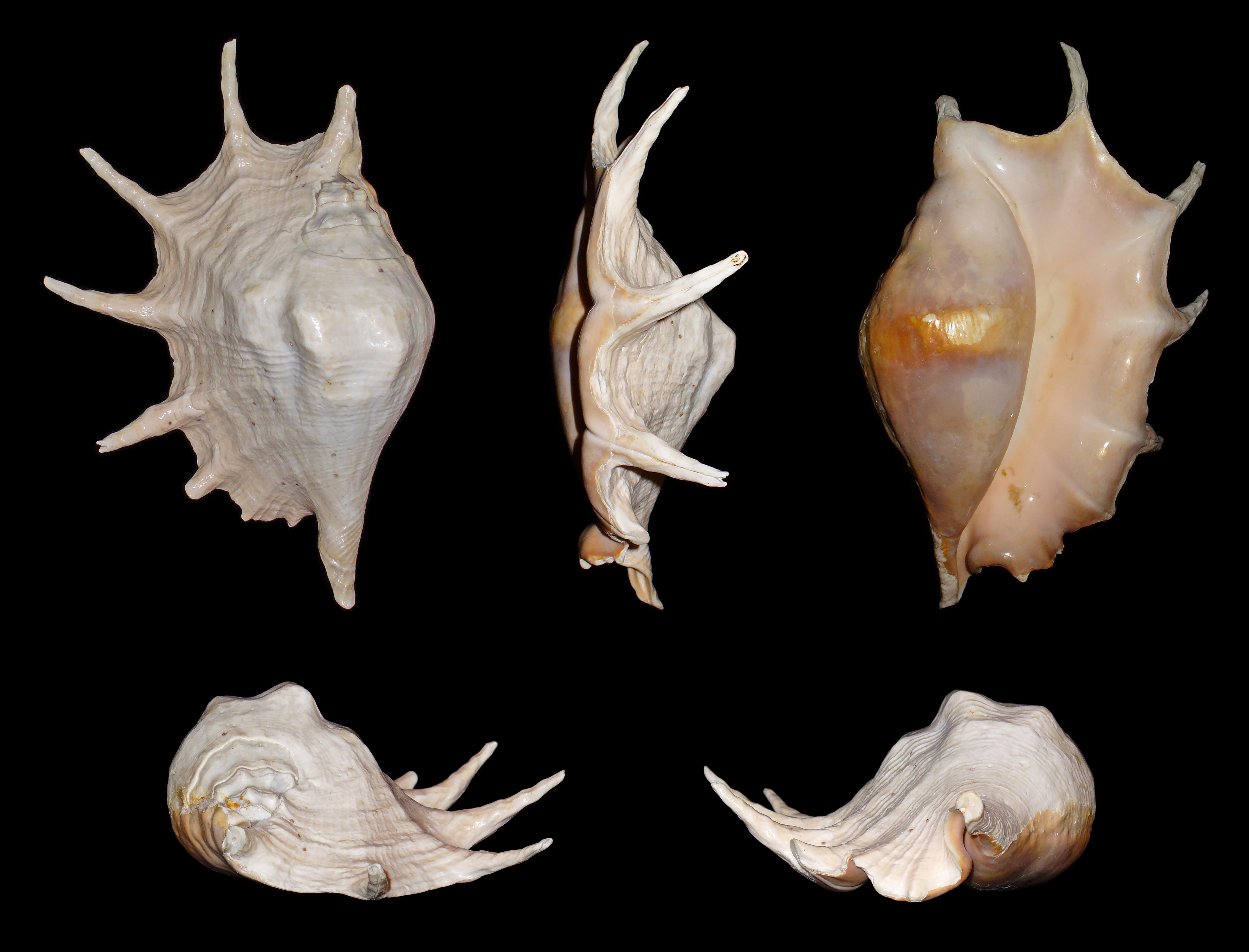
Lambis truncata

Il est à noter que de nombreuses espèces historiquement rangées dans ce genre ont été déplacées dans d'autres genres de la même famille, tels que Harpago.